# Heterostegane synclines
Heterostegane synclines là một loài bướm đêm trong họ Geometridae.